# Banco de sementes

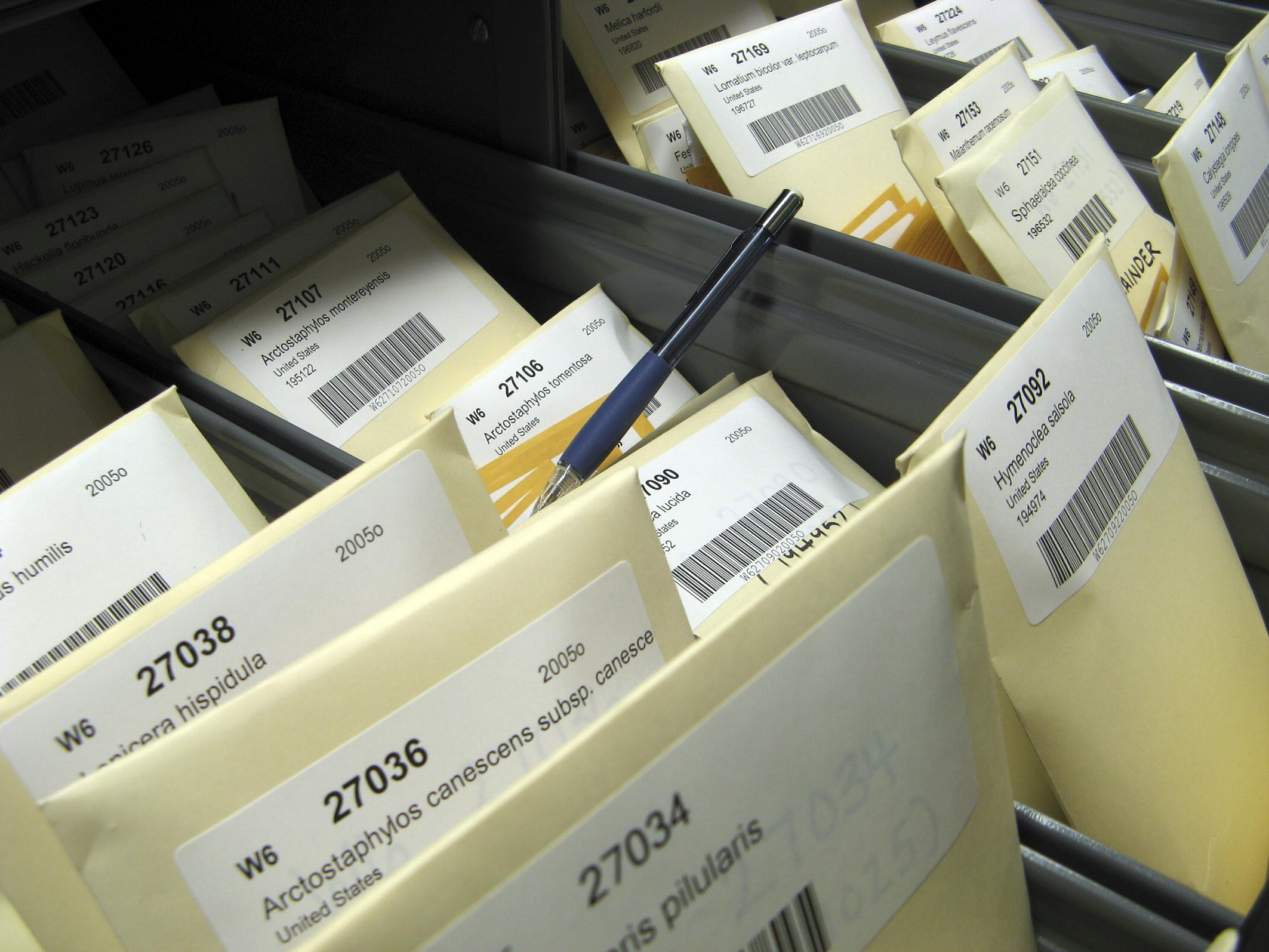
Sementes armazenadas

Um banco de sementes armazena sementes, de modo a evitar que certas culturas desapareçam, assim, no caso de uma cultura ser destruída em todos os outros lugares, ainda existirão sementes dessa cultura para plantio.
Os bancos de sementes também podem ser uma opção para agricultores familiares que desejam ser independentes em relação às empresas produtoras de sementes, produzindo suas próprias sementes de qualidade e conservando as sementes nativas, conhecidas como sementes crioulas.

## Em Portugal
O maior e mais antigo banco de sementes de espécies autóctones em Portugal Continental está no Banco de Sementes A.L. Belo Correia, do Museu Nacional de História Natural e da Ciência de Lisboa, sendo composto por mais de 1200 espécies e subespécies de plantas.

## Desafios
- Espécimes armazenadas têm que ser regularmente replantadas quando elas começam a perder viabilidade.
- É difícil ou impossível armazenar sementes recalcitrantes.